# ラファエル・ガルシア (サッカー選手)
ラファエル・ガルシア（José Rafael García Torres、1974年8月14日 - ）は、メキシコの元サッカー選手。元メキシコ代表。ポジションはミッドフィールダー。

## 来歴
1996年2月にメキシコ代表デビュー。夏にはU-23代表としてアトランタオリンピックにも出場した。コパ・アメリカ1997、1999ではともに3位となり、FIFAコンフェデレーションズカップ1999では優勝した。2002 FIFAワールドカップのメンバーにも選ばれ、1試合に出場した。2003 CONCACAFゴールドカップでは全5試合に出場し、優勝した。2006 FIFAワールドカップではメンバーに選ばれたが、出場機会は無かった。メキシコ代表として11年間プレーし、通算51試合に出場、3得点をあげた。

## 代表歴

### 出場大会
- メキシコ代表
  - 2002 FIFAワールドカップ
  - 2006 FIFAワールドカップ

### 試合数
- 国際Aマッチ 51試合 3得点（1996年-2006年）[1]

| メキシコ代表 | 国際Aマッチ | 国際Aマッチ |
| 年           | 出場        | 得点        |
| ------------ | ----------- | ----------- |
| 1996         | 4           | 1           |
| 1997         | 3           | 0           |
| 1998         | 2           | 0           |
| 1999         | 12          | 0           |
| 2000         | 0           | 0           |
| 2001         | 3           | 0           |
| 2002         | 4           | 0           |
| 2003         | 8           | 1           |
| 2004         | 9           | 1           |
| 2005         | 4           | 0           |
| 2006         | 2           | 0           |
| 通算         | 51          | 3           |